# 모한 마조흐
모한 마조흐(Moran Mazor, 모란 마조르, 히브리어: מורן מזור, 1991년 5월 17일, 이스라엘, 홀론 출생)는 이스라엘의 가수이다. 조지아계 유대인 집안에서 태어났다. 2011년 이스라엘 오디션, 리얼리티 쇼 프로그램인 "Eyal Golan is Calling You"의 첫 번째 우승자로 인기를 얻었다. 2013년, 스웨덴의 말뫼에서 열린 유로비전 송 콘테스트 2013에 "Rak bishvilo"라는 곡으로 이스라엘 대표로 참가하였으며, 결선에 진출하지는 못하였지만, 3년 만에 이스라엘의 최고의 성적을 냈다.